# Verzweigung Wiggertal
De Verzweigung Wiggertal is een knooppunt in Zwitserland. Op dit knooppunt in de gemeente Rothrist sluit de A1 en de A2 aan op de A1/A2.

## Configuratie
Het knooppunt is een mixvormknooppunt.

## Bijzonderheid
Op het knooppunt heeft de A2 een totso.